# Akvadukt a mlýny v Barbegal
Akvadukt a mlýny v Barbegal je pozůstatek bývalého komplexu římských vodních mlýnů, nacházející se na území obce Fontvieille v departementu Bouches-du-Rhône poblíž města Arles. Komplex bývá označován jako „největší známá koncentrace mechanické síly ve starověkém světě”. Šestnáct mlýnských kol na vrchní vodu je považováno za největší starověký mlýnský komplex.
Další podobný mlýnský komplex se nacházel na pahorku Janiculus v Římě. Existují názory, že další podobné komplexy existovaly i na jiných významných římských nalezištích jako je Amida (Mezopotámie).

## Popis
Barbegal se nachází přibližně 12 km na severovýchod od Arles poblíž obce Fontvieille. Mlýny sestávaly z šestnácti vodních kol jdoucích ze svahu ve dvou paralelních řadách po osmi sestupně za sebou. Stále jsou značně viditelné zbytky zdiva z vodních kanálů a základů jednotlivých mlýnů, vedle kterých jsou ve svahu schodiště. Mlýny fungovaly od počátku 2. století přibližně do konce 3. století. Jejich kapacita je odhadována cca na 4,5 tuny mouky za den, dost na to, aby nasytilo chlebem 10 000 nebo možná i 30–40 000 obyvatel Arles (tehdy nazývaném Arelate). Má se za to, že mlýnská kola byla kola na horní vodu s výtoky, které postupně poháněly další kola pod nimi dolů k úpatí kopce.
Římské akvadukty přiváděly vodu do mlýnů, a zároveň sloužily jako přívod vody do Arles. Oba akvadukty byly spojeny severně od mlýnského komplexu a přívod vody byl kontrolován propustí.

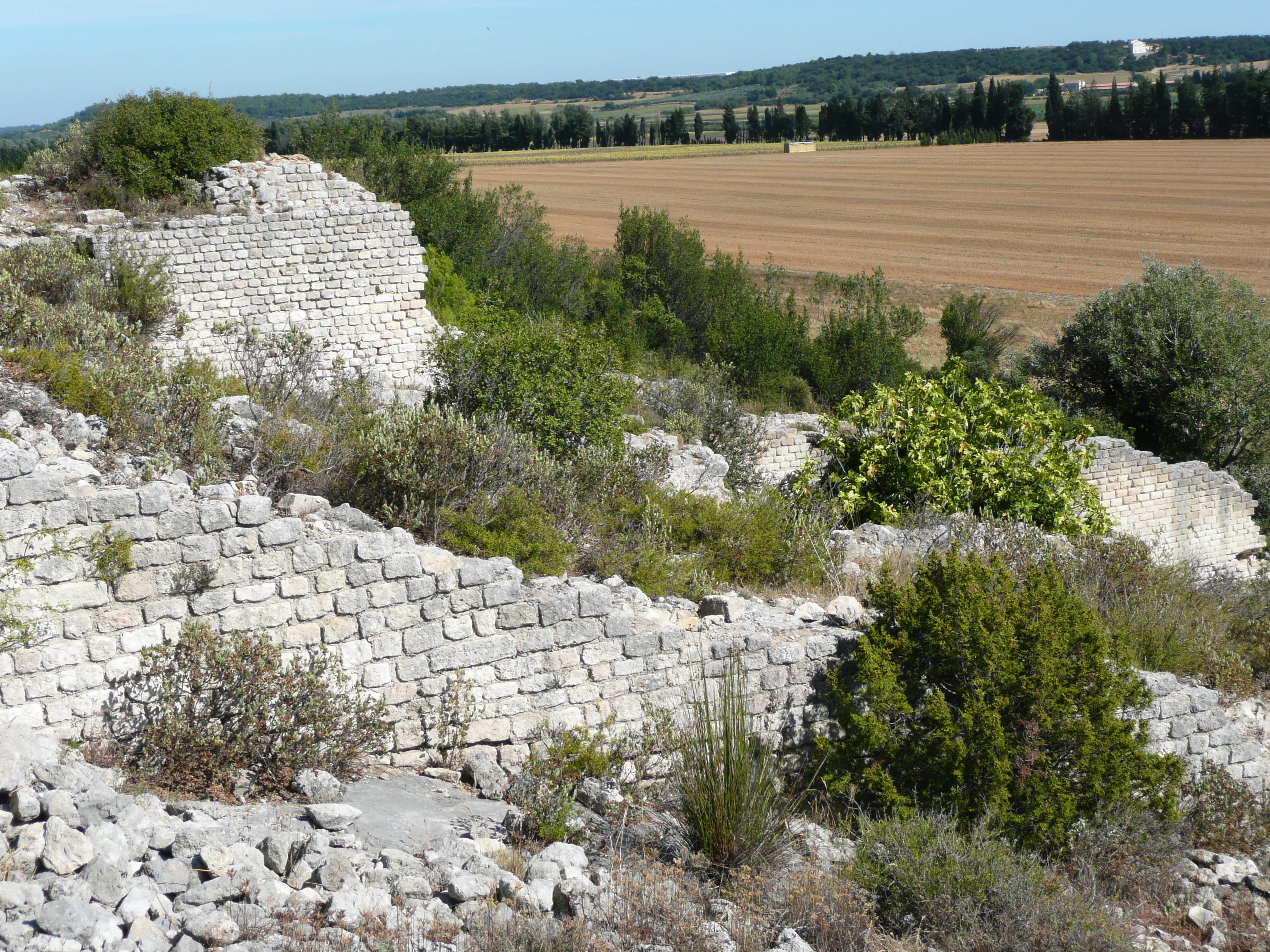
Mlýn
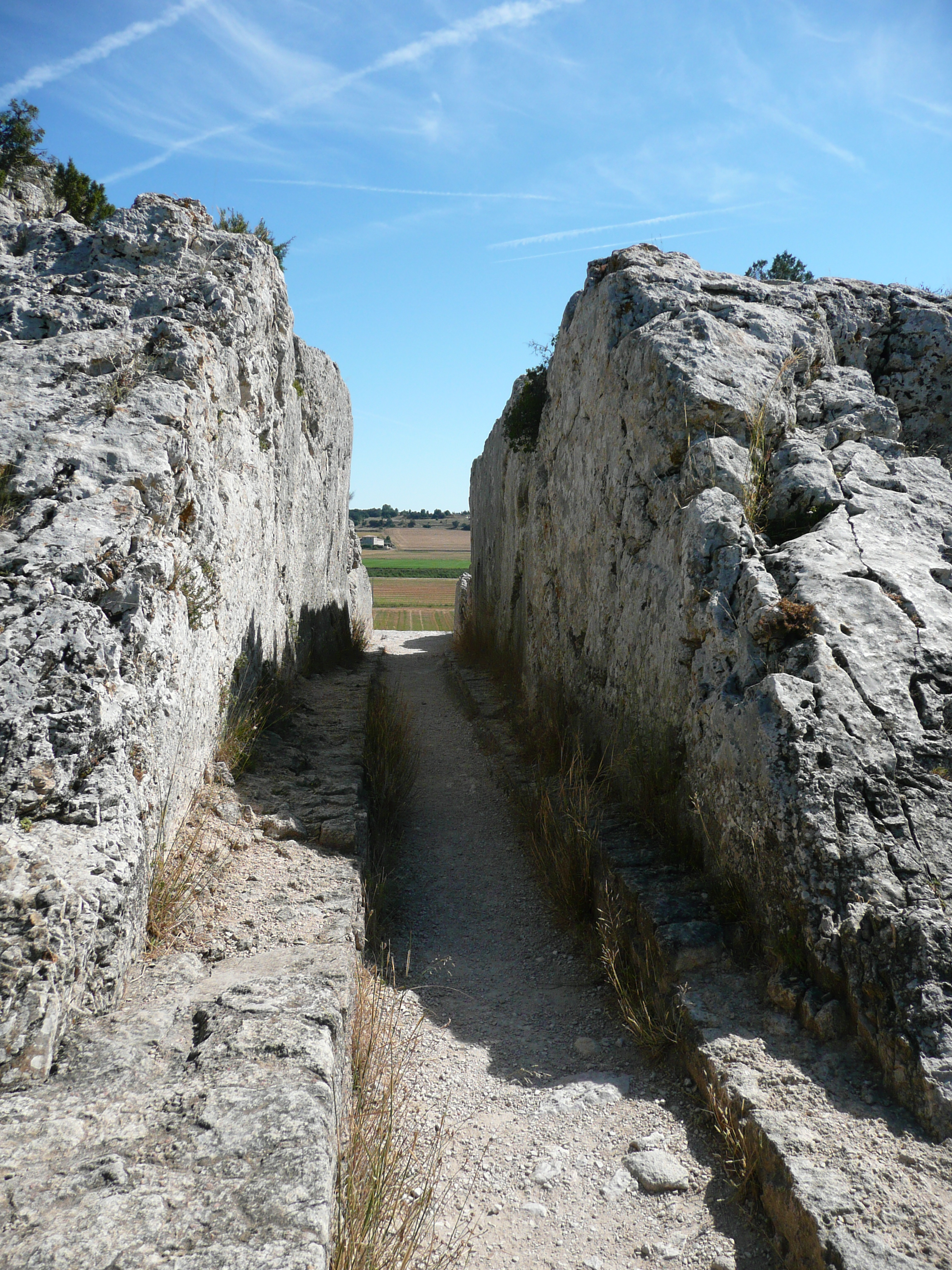
Akvadukt
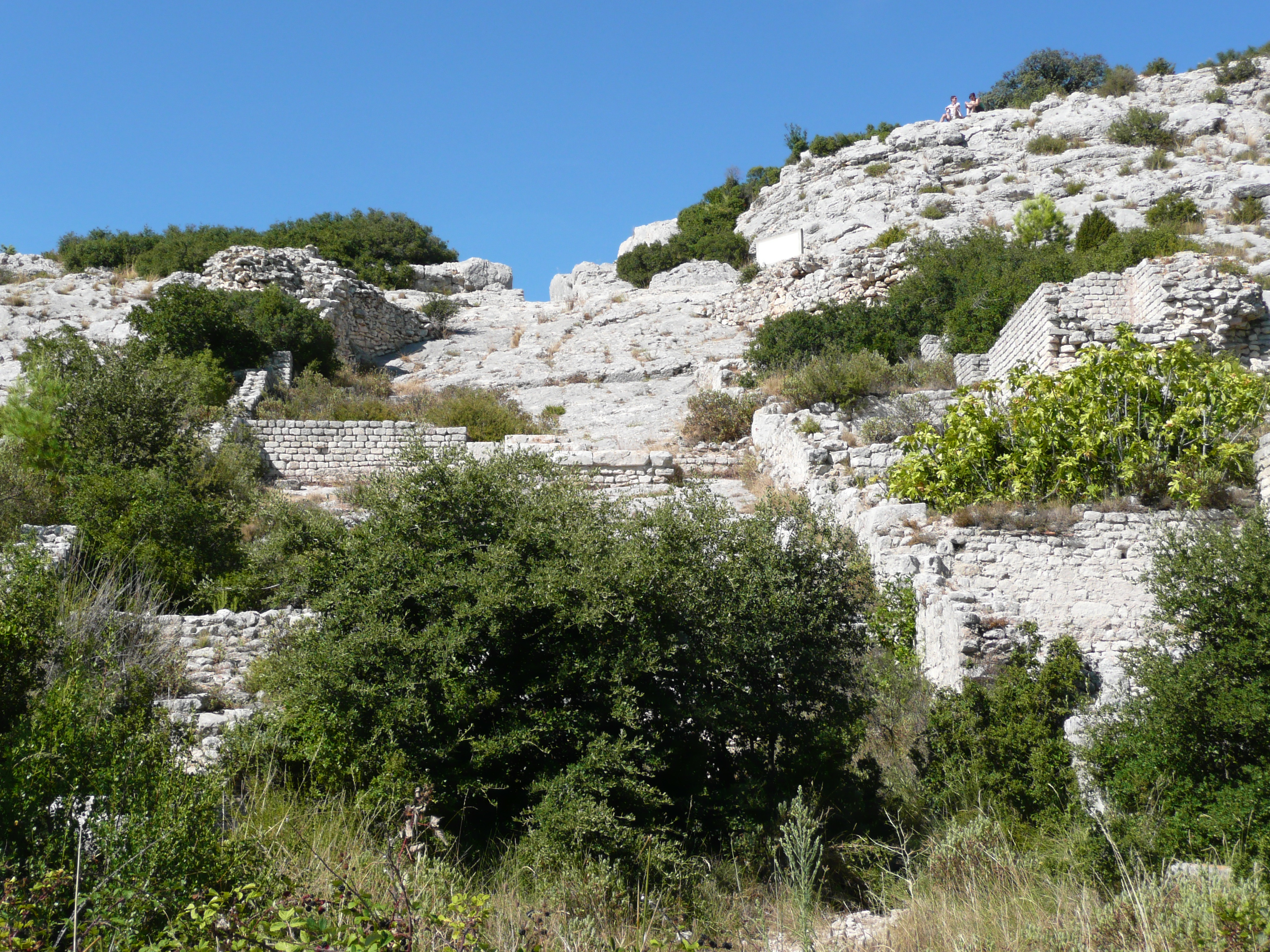
Zbytky mlýnského komplexu
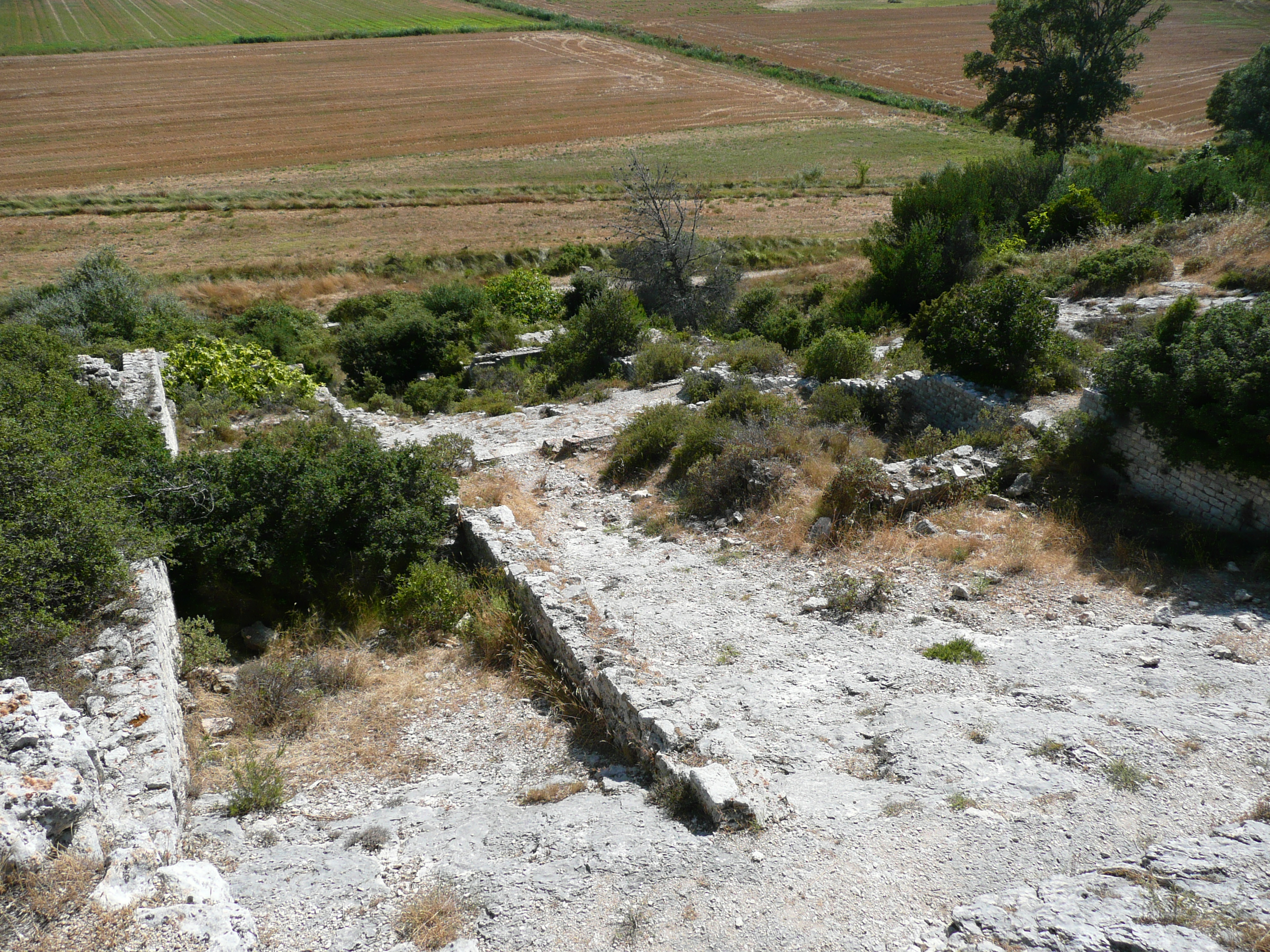
Zbytky mlýnského komplexu
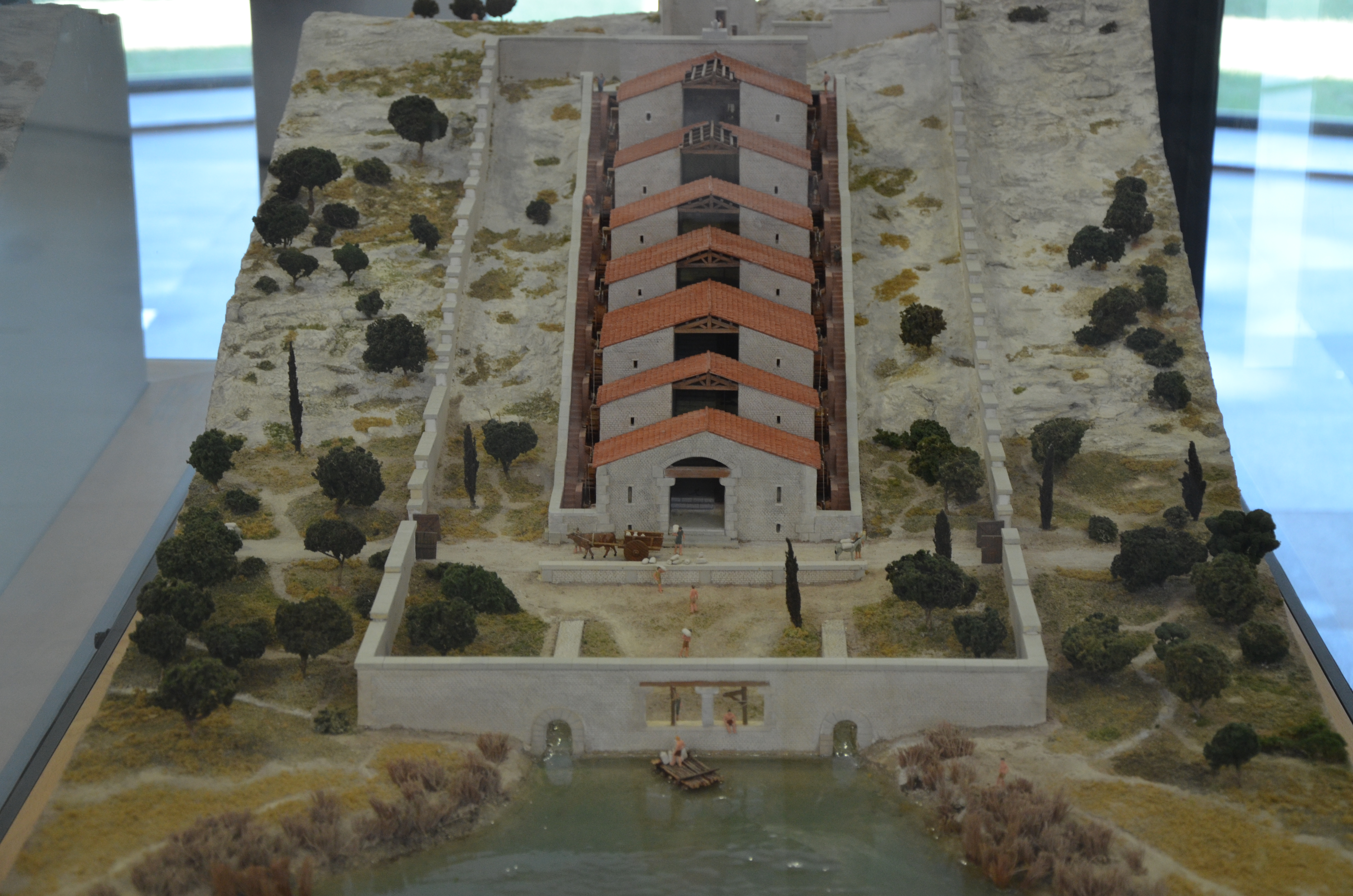
Model vodních mlýnů v Barbegalu v muzeu Musée de l'Arles antique

## Jiné mlýny
Vertikální vodní mlýny byly Římanům známé. Byly popsány Vitruviem v jeho díle De architektura z roku 25 př. n. l. a zmínil je i Plinius starší ve svém Naturalis historia z roku 77 n. l.. Pozdější zmínky od básníka Ausonia zmiňují plovoucí vodní mlýny z Byzantionu a pily na řece Mosele. Použití několika mlýnských kol na horní vodu v řadě za sebou byla široce rozšířené v římských dolech, obzvláště ve Španělsku a ve Walesu. Je možné, že mlýny v Barbegalu mohly být používány k řezání dřeva a kamene, když se v nich nemlelo obilí. Pila v Hierapolis ze 3. století n. l. je ukázkou takto používané rámové pily řízenou klikou. Další taková byla vykopána v Efezu.